# Парламент на Южен Судан
Парламентът на Южен Судан е учреден през 2005 г. съобразно Временната конституция на Южен Судан (2005).
Състои се от 170 делегата, като техният състав се определя по формула, зададена във Всестранното мирно споразумение. 70% от местата получава Суданското освободително движение, 15% - Националният конгрес, 15% – други партии.
Парламентът заседава в Джуба, която е административен център на Южен Судан и Централна Екватория.
Настоящият председател на Парламента на Южен Судан е Джеймс Уани Ига.